# Marth
Marth ist eine Gemeinde im thüringischen Landkreis Eichsfeld und gehört zur Verwaltungsgemeinschaft Hanstein-Rusteberg.

## Lage

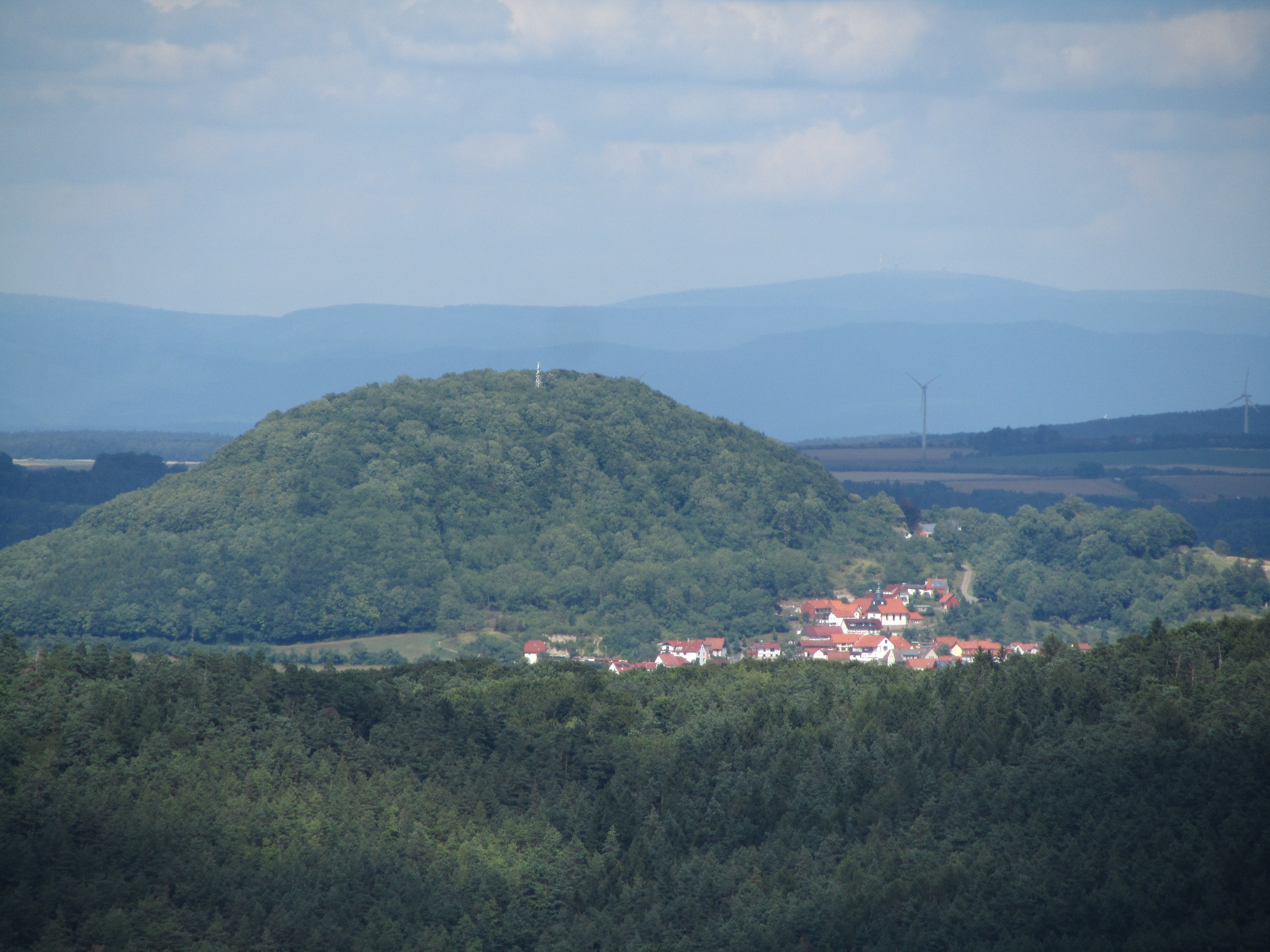
Marth mit Rusteberg, gesehen von Burg Hanstein

Marth liegt am südlichen Fuß des Rusteberges, noch oberhalb des Leinetales ungefähr 8 Kilometer westlich von Heilbad Heiligenstadt. Über die Kreisstraßen K 104 und K 105 ist der Ort mit der Bundesstraße 80 verbunden.
Zu der Gemarkung von Marth gehören noch die im Leinetal liegenden Kleinsiedlungen Hessenau und Eckstieg, die ehemalige Wiesenmühle und das beim ehemaligen Chausseewärterhaus liegende Gewerbegebiet „Miwepa“, heute Standort eines Arenshäuser Verpackungsmittelwerkes.

## Geschichte

### Namensherkunft
Der Name leitet sich vom Markt ab, der unterhalb der Burg Rusteberg stattfand (1254 in decima fori ante Rusteberges). Bis ins 15. Jahrhundert wird der Ort als Markt (1407 Marckt, 1420 Markede) bezeichnet, 1525 erstmals als Marth, die Endung -rkt wurde zu -rt verkürzt. Weitere Schreibweisen findet man danach als Martt, Martha, Marckt.

### Mittelalter
Der Ort Marth ist eng mit der Burg Rusteberg verbunden, einer stark befestigten mittelalterlichen Burganlage. Im 15. Jahrhundert wurde die Burg zu einer modernen Festung ausgebaut. Sie war Zentrum der kurmainzischen Verwaltung des Eichsfeldes und Wohnsitz des obersten Verwalters. Der Ort entstand als Marktsiedlung am südlichen Fuß des Berges.
1540 wurde das Oberamt nach Heiligenstadt verlegt und auf der Burg wurde nur noch das Amt Rusteberg verwaltet, die Burg selbst wurde dann vernachlässigt. Nachdem das Amtshaus am Fuß des Berges errichtet worden war, gab man die Burg auf und verfiel.

### Neuzeit bis jetzt

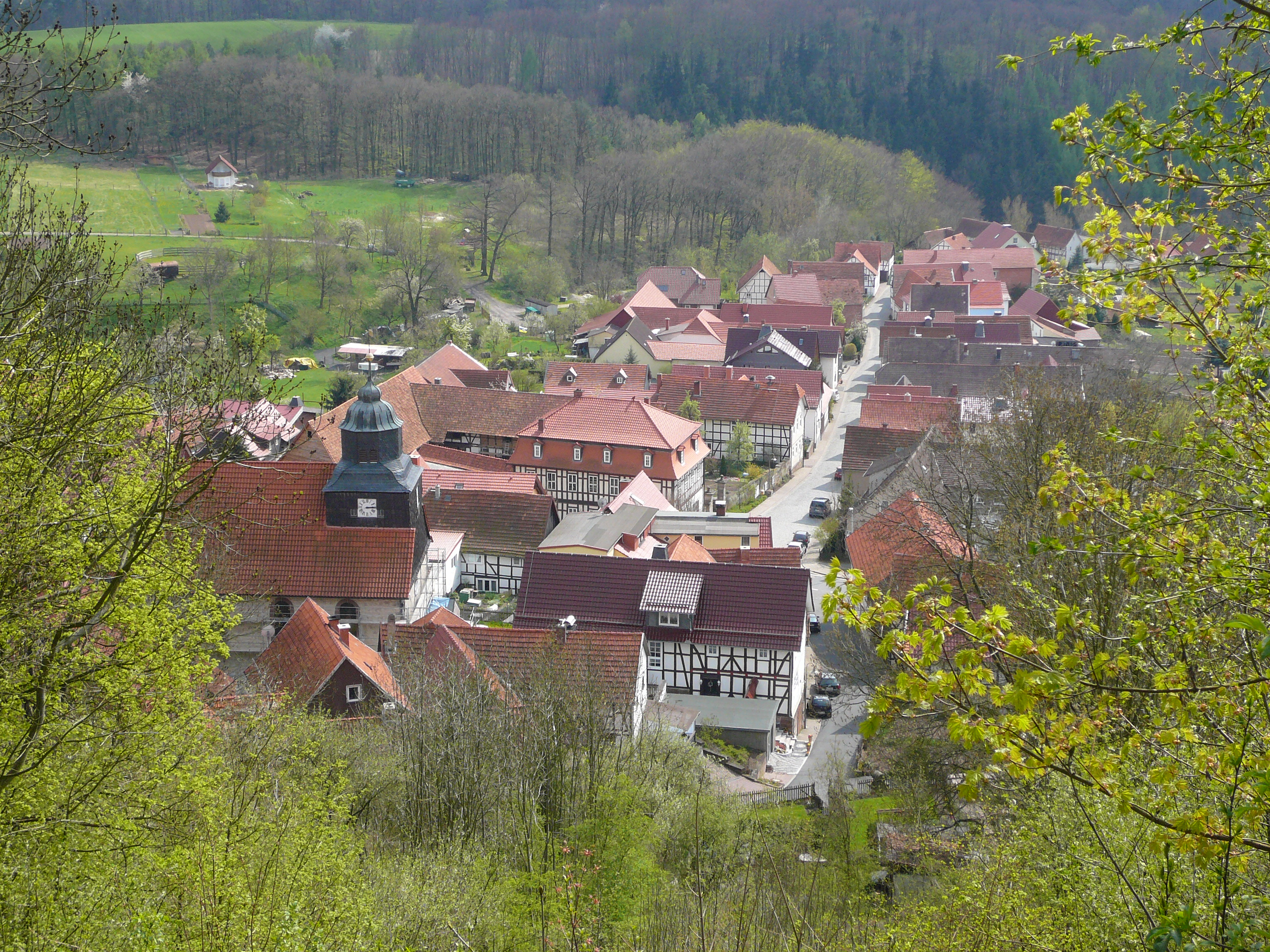
Der Dorfkern von Marth vom Rusteberg gesehen

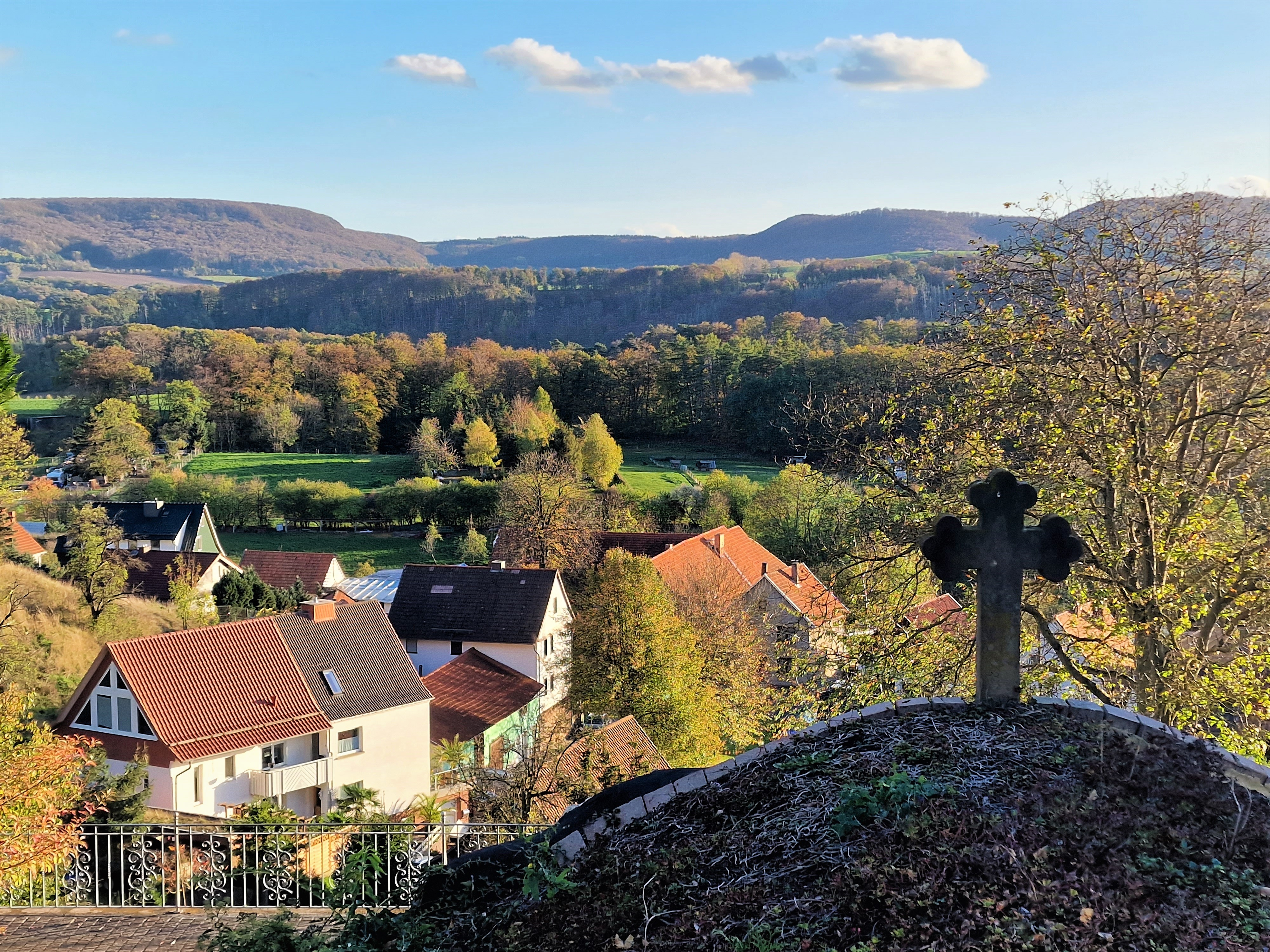
Blick vom Schneeberg über die Mariengrotte auf Marth

Das Dorf entwickelte sich zunächst als Straßendorf am südlichen Hangbereich, am höchsten Punkt wurde 1732 die Kirche errichtet. Mitte des 18. Jahrhunderts entstand die heutige Meierei. Aus dem ehemaligen Marktort wurde ein landwirtschaftlich geprägtes Dorf. Bis 1802 gehörte Marth zum Kurfürstentum Mainz. Von 1802 bis 1945 war Marth Teil der preußischen Provinz Sachsen. 1945 bis 1949 kam der Ort zur sowjetischen Besatzungszone und war ab 1949 Teil der DDR. Von 1952 bis zur Wende und Wiedervereinigung 1989/1990 wurde Marth von der Sperrung der nahen innerdeutschen Grenze beeinträchtigt. Seit 1990 gehört der Ort zu Thüringen und ist seit 1993 Teil der Verwaltungsgemeinschaft Hanstein-Rusteberg.

### Einwohnerentwicklung
Entwicklung der Einwohnerzahl (31. Dezember):
| - 1994: 376 - 1995: 389 - 1996: 386 - 1997: 374 - 1998: 376 - 1999: 386 | - 2000: 376 - 2001: 365 - 2002: 370 - 2003: 364 - 2004: 355 - 2005: 369 | - 2006: 362 - 2007: 363 - 2008: 365 - 2009: 348 - 2010: 354 - 2011: 343 | - 2012: 345 - 2013: 331 - 2014: 330 - 2015: 339 - 2016: 325 - 2017: 326 | - 2018: 338 - 2019: 330 - 2020: 332 - 2021: 326 - 2022: 321 |

Datenquelle: Thüringer Landesamt für Statistik

## Politik

### Gemeinderat
Der Rat der Gemeinde Marth besteht aus 6 Ratsfrauen und Ratsherren. Er wird alle fünf Jahre neu gewählt.
| Sitzverteilung des Gemeinderates 2014Insgesamt 6 Sitze - CDU: 2 - Grüne: 1 - SG Marth e. V.: 2 - FFW Marth e. V.: 1 |                                             |                                             |        |          |        |          |        |          |        |        |      |      |
| Parteien, Wählergemeinschaften und Vereine                                                                          | Parteien, Wählergemeinschaften und Vereine  | 2014                                        | 2014   |          | 2009   | 2009     |        | 2004     | 2004   |        | 1999 | 1999 |
| Parteien, Wählergemeinschaften und Vereine                                                                          | Parteien, Wählergemeinschaften und Vereine  | Anteil a                                    | Sitze  | Anteil a | Sitze  | Anteil a | Sitze  | Anteil a | Sitze  |        |      |      |
| Christlich Demokratische Union Deutschlands                                                                         | CDU                                         | 31,1                                        | 2      | —        | —      | 92,9     | 6      | 77,9     | 5      |        |      |      |
| Sportverein SG Marth e. V.                                                                                          | SG Marth e. V.                              | 30,7                                        | 2      | 48,5     | 3      | —        | —      | —        | —      |        |      |      |
| Freiwillige Feuerwehr Marth e. V.                                                                                   | FFW Marth e. V.                             | 27,4                                        | 1      | 33,8     | 2      | —        | —      | —        | —      |        |      |      |
| Bündnis 90/Die Grünen                                                                                               | GRÜNE                                       | 10,8                                        | 1      | 17,8     | 1      | —        | —      | —        | —      |        |      |      |
| Aktion lebendiges Dorf                                                                                              | Aktion l D                                  | —                                           | —      | —        | —      | —        | —      | 22,1     | 1      |        |      |      |
| Lebens- und Agrarkulturelle Initiative e. V.                                                                        | LAI                                         | —                                           | —      | —        | —      | 7,1      | —      | —        | —      |        |      |      |
| prozentualer Anteil ungültiger Stimmabgaben                                                                         | prozentualer Anteil ungültiger Stimmabgaben | prozentualer Anteil ungültiger Stimmabgaben | 6,0    |          | 1,7    |          | 2,1    |          | 7,3    |        |      |      |
| Sitze gesamt | Sitze gesamt                                | Sitze gesamt                                | 6      | 6        | 6      | 6        | 6      | 6        | 6      | 6      |      |      |
| Wahlbeteiligung | Wahlbeteiligung                             | Wahlbeteiligung                             | 70,3 % | 70,3 %   | 62,6 % | 62,6 %   | 68,6 % | 68,6 %   | 66,4 % | 66,4 % |      |      |

### Bürgermeister
Zum ehrenamtlichen Bürgermeister wurde am 22. April 2012 mit 51,4 % der Stimmen Herr Peter Dreiling gewählt.

## Wappen
Blasonierung: „In Blau im Schildfuß einen roten Berg, belegt mit einem sechsspeichigen silbernen Rad, dahinter eine silberne Burg mit Zinnenturm, beseitet mit je einer goldenen Hellebarde, die aus der Mauer wachsen.“

## Kultur und Sehenswürdigkeiten

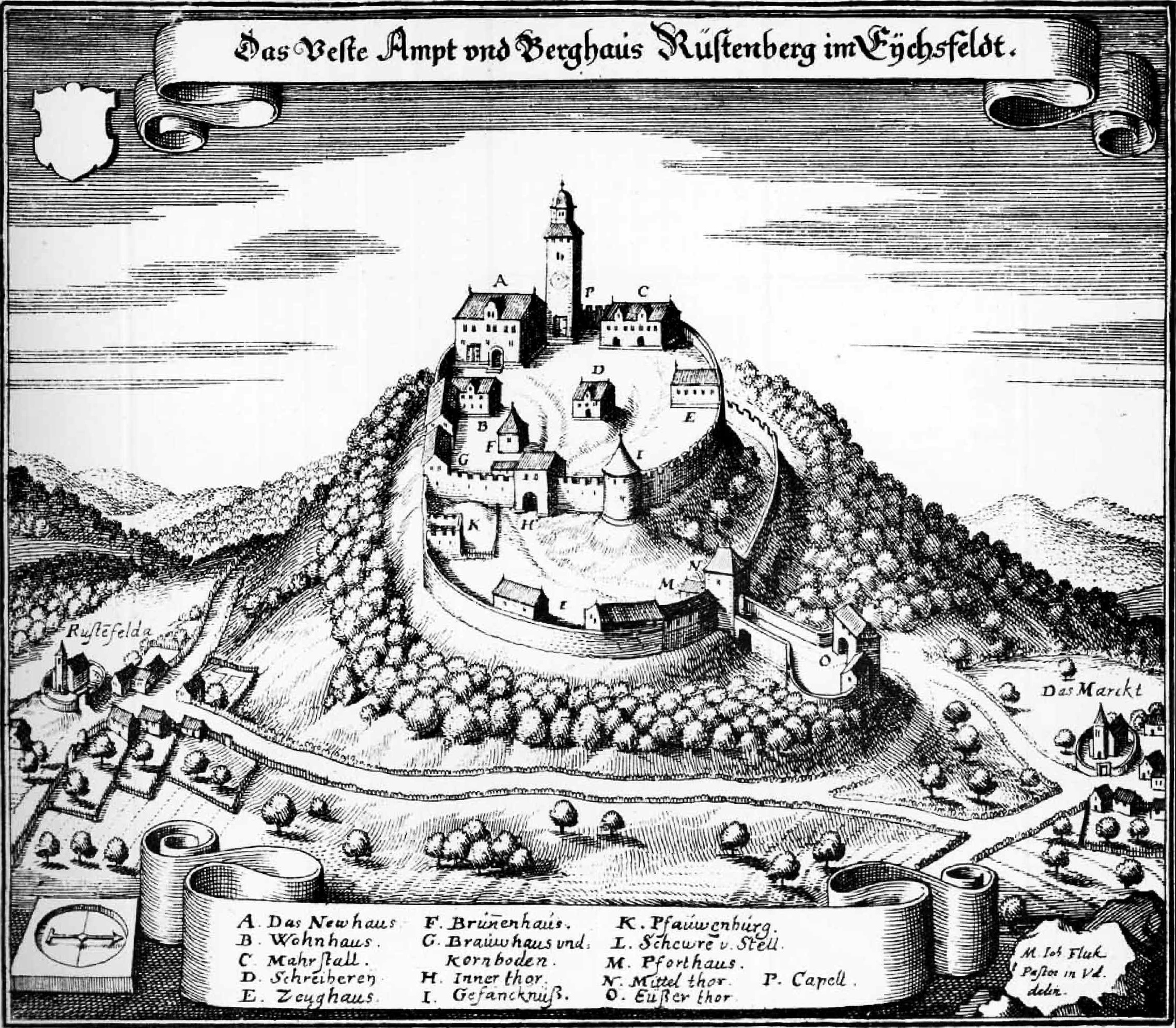
Burg Rusteberg, rechts am Rand der Ort Marth

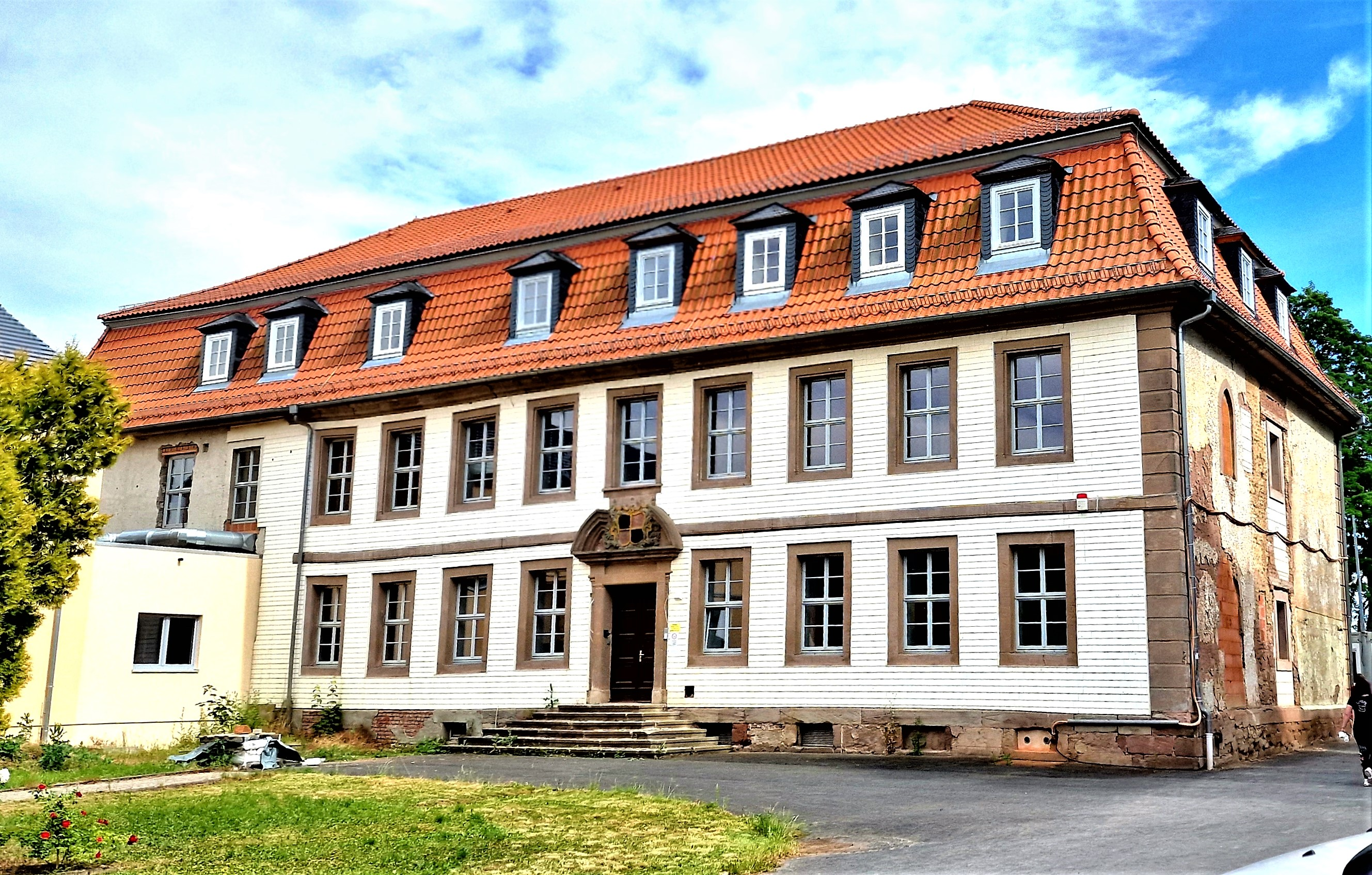
Fachklinik zu Marth

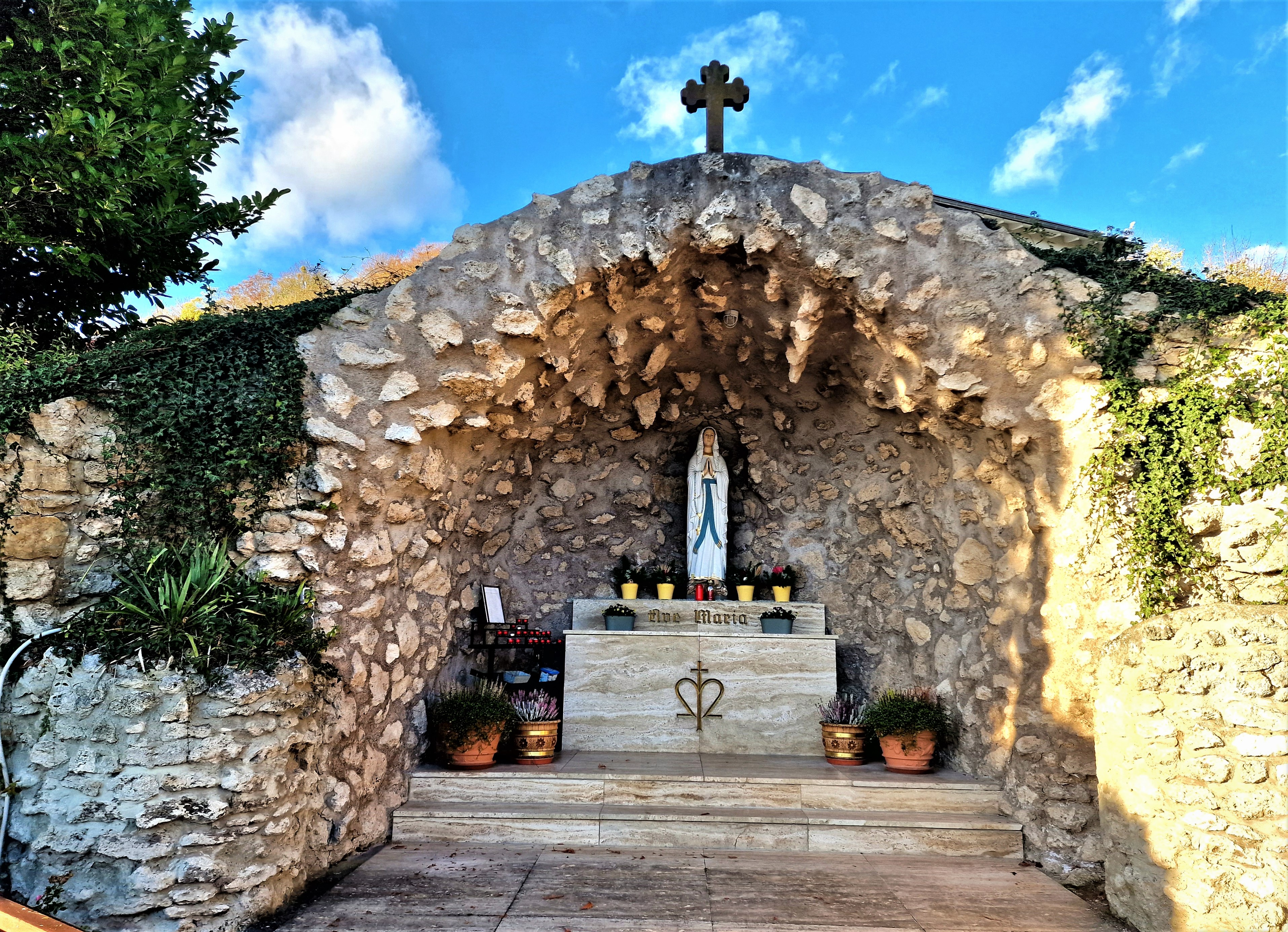
Mariengrotte in Marth

Auf dem kegelförmigen Berggipfel bei Marth befindet sich die Burgruine Rusteberg, sie war der Amtssitz der kurmainzischen Verwaltung für das Eichsfeld und geht auf das 12. Jahrhundert zurück.
Von der Burganlage und einer Kapelle sind nur noch Ruinen vorhanden.
Weitere Sehenswürdigkeiten sind:
- das Mitte des 18. Jahrhunderts als Amtshaus errichtete Schloss Rusteberg und heutige Fachklinik Rusteberg
- die ehemalige Meierei im Ortskern und weitere Fachwerkbauten
- die Mariengrotte
- Aussichtspunkte über das westliche Eichsfeld
- St. Ägidius (Marth)

## Fachklinik
Die Fachklinik Rusteberg bietet 60 Therapieplätze für junge Menschen mit einem Drogen-, Alkohol- oder Medikamentenproblem an. Träger der Klinik ist die SiT – Suchthilfe in Thüringen gGmbH.